# PGC 1180817
LEDA/PGC 1180817 ist eine Galaxie mit aktivem Galaxienkern im Sternbild Fische am Nordsternhimmel. Sie ist schätzungsweise 720 Millionen Lichtjahre von der Milchstraße entfernt und hat einen Durchmesser von etwa 95.000 Lichtjahren. Vom Sonnensystem aus entfernt sich das Objekt mit einer errechneten Radialgeschwindigkeit von näherungsweise 16.000 Kilometern pro Sekunde.
Im selben Himmelsareal befinden sich unter anderem die Galaxien PGC 194343, PGC 118030, PGC 1183127, PGC 1185937.